# De Kunst van het Pianospel
De Kunst van het Pianospel is een boek gebaseerd op de aantekeningen en manuscripten die pianist en pianopedagoog Cornelius Berkhout in de eerste helft van de jaren 50 van de 20e eeuw had gebundeld en als een muzikaal testament naliet. Deze aantekeningen verschenen pas in 2004 in boekvorm.
Berkhout schreef in de periode van zijn actieve pedagoogschap vanaf de jaren 30 van de 20e eeuw diverse separate hoofdstukken, waarin hij trachtte op systematische wijze een ordening aan te brengen in diverse aspecten van het moderne pianospel, met als uitgangspunt dat techniek en uitbeelding min of meer synoniem zijn, en dat de liefde voor het studeren een goed uitgangspunt is om te komen tot volbloeid kunstenaarschap.
De diverse hoofdstukken in het boek beschrijven diverse aspecten van het pianospel:
- Historische ontwikkeling van het pianospel en overzicht van diverse pianomethodieken, die tot het moderne pianospel hebben geleid
- Vingerspel en gewichtsspel
- De rol van de pedagogie in het piano-onderwijs
- Het biologisch functioneren van spieren en gewrichten, en krachten die aan het werk zijn
- De relatie tussen natuur en cultuur, de ethiek van de vrijheid
- Het begrip techniek, scheppend denken, cultivering, de pianistenhand en virtuositeit in de muziek als opperste openbaring
- Tonisatie, ofwel het vrijkomen van de massa, spanning en ontspanning, fixatie, antagonisten, de ideale handhouding, souplesse en reflexen, innerlijke vrijheden, remmingen, emotionaliteit, nuanceringen, bezieling van de klank
- Vingeractiviteit
- Het toonladderprobleem
- Gebroken drieklanken, septimeakkoorden, tertsen, sexten, octaven, vastaangeslagen akkoorden, glissando, staccato
- Het innerlijk klankbeeld

Verder staan er besprekingen in van enige voorbeelden uit de pianoliteratuur, zoals een bloemrijk opstel over Ondine van Claude Debussy. Ook besteedt Berkhout veel aandacht aan de verhouding tussen uitbeelding en kunstenaar, en bevat het boek een artikel over Chopin en Alfred Cortot, evenals een beknopte biografie van Berkhout. In het nawoord wordt dit boek geplaatst in een historisch perspectief door Albert Brussee.